# Walker, Texas Ranger
Walker, Texas Ranger är en amerikansk TV-serie med Chuck Norris i huvudrollen. Den spelades in 1993-2001 (8 säsonger). Serien har gått i Sverige på ZTV, TV6 och TV 3.

## Handling
Serien kretsar kring Cordell Walker, sergeant i polisenheten Texas Rangers. Walker är före detta marinkårssoldat och kampsportsexpert. Tillsammans med sin yngre kollega och bäste vän Jimmy Trivette löser de fall, där kampsport är ett av deras främsta vapen mot brottsligheten.   

## Rollförteckning (urval)
- Chuck Norris - Cordell "Cord" Walker
- Clarence Gilyard Jr - James "Jimmy" Trivette
- Sheree J. Wilson - Asst. D.A. Alex Cahill
- Floyd Red Crow Westerman - Uncle Ray Firewalker (1993-1994)
- Noble Willingham - C.D Parker (1993-1999)
- Nia Peeples - Sydney Cooke    (1999-2001)
- Judson Mills - Francis Gage   (1999-2001)

### På DVD
| DVD-namn                     | Region 1         | Region 2         | Region 2, svensk utgåva | Region 4        |
| ---------------------------- | ---------------- | ---------------- | ----------------------- | --------------- |
| Walker Texas Ranger säsong 1 | 13 juni 2006     | 2 oktober 2006   | 24 oktober 2006         | 12 oktober 2006 |
| Walker Texas Ranger säsong 2 | 23 januari 2007  | 8 mars 2007      | 7 mars 2007             | 12 april 2007   |
| Walker Texas Ranger säsong 3 | 12 juni 2007     | 4 december 2007  | 5 december 2007         | 10 januari 2008 |
| Walker Texas Ranger säsong 4 | 19 februari 2008 | 28 maj 2008      | 25 maj 2008             | 31 juli 2008    |
| Walker Texas Ranger säsong 5 | 1 juli 2008      | 21 oktober 2008  | 22 oktober 2008         | 2 oktober 2008  |
| Walker Texas Ranger säsong 6 | 13 januari 2009  | 19 februari 2009 | 4 februari 2009         | 5 mars 2009     |
| Walker Texas Ranger säsong 7 | 9 mars 2010      | -                | –                       | 3 mars 2011     |
| Walker Texas Ranger säsong 8 | 14 juni 2005     | -                | -                       | 3 mars 2011     |

### TV film
- Walker, Texas Ranger: Trial by Fire (2005)